# 신신 (수영 선수)
신신(중국어: 辛鑫, 병음: Xīn Xīn, 한자음: 신흠, 1996년 11월 6일 ~ )은 중화인민공화국의 수영 선수이다. 주 종목은 오픈 워터 스위밍이며, 2019년 세계 수영 선수권 대회에서 10km 부문 금메달을 획득하였다.

## 같이 보기
- 2012년 하계 올림픽 중국 선수단